# Lips on Lips (EP)
Albums de Tiffany
I Just Wanna Dance
(2016)
Singles
1. Born Again
Sortie : 25 janvier 2019
2. Lips on Lips
Sortie : 14 février 2019
3. Runaway
Sortie : 31 mai 2019

Lips on Lips est le deuxième EP de la chanteuse coréano-américaine Tiffany Young. Il est sorti le 22 février 2019 sous le label Transparent Arts et comporte cinq pistes avec comme titre phare "Lips on Lips".

## Contexte
En octobre 2017, après la fin de son contrat avec la SM Entertainment, Tiffany Young a signé chez Paradigm Talent Agency. Cette même année là, Tiffany a pu publié plusieurs chansons en tant que soliste et sous le nom de scène Tiffany Young, et non plus juste Tiffany. 

## Promotion
La chanteuse a pu faire la promotion de son nouvel EP à travers son Lips on Lips Mini Showcase Tour, qui est passé par huit dates dans l'Amérique du Nord en mars 2019.

## Liste des pistes
| 1.    | "Born Again"               | Tiffany Young, Satica, Fiction                              | MIRO, DNNYD, Fernando Garibay | 3:13 |
| 2.    | "Lips on Lips"             | Kev Nish, Satica, Tiffany Young                             | 9AM                           | 3:44 |
| 3.    | "The Flower"               | Satica, Varren Wade, Tiffany Young                          | 9AM                           | 3:01 |
| 4.    | "Not Barbie"               | Ginette Claudette, Satica, Nish, Ricky Tillo, Tiffany Young | August Rigo                   | 3:24 |
| 5.    | "Runaway" (feat. Babyface) | Babyface                                                    | The Rascals                   | 3:46 |
| 16:28 |                            |                                                             |                               |      |

## Classements
| Classement                        | Meilleure position |
| --------------------------------- | ------------------ |
| Albums coréens Gaon               | 8                  |
| US Independant Albums (Billboard) | 30                 |
| US Top Heatseekers (Billboard)    | 9                  |